# Куланго
Куланго (намбаи, нкрамфо, коламбио, набе, зазере, коламбо [самоназвание]) — народ, обитающий на северо-востоке Кот-д'Ивуар и в некоторых районах Ганы. Проживает между Черной Вольтой и Комоэ. Численность народа в Кот-д'Ивуар составляет 240 тыс. человек, тогда как в целом — 290 тыс. человек. По оценкам, на конец прошлого века куланго, а вместе с ним ещё 5 народов составляли 26% населения Кот д'Ивуара (Easerly 1997: 1220). 

Родственные языки и культуры — тегесье и логон (логома, лорон, лома).

## История
Население испытало сильное влияние народа аброн и манде-дьула. В 17—18 веках бакве зависели от политического образования Буна, а в 18—19 веках были основой населения абронского омана Джаман (Бондуку). В 1880-е годы народ входил в состав Уасулу.

## Культура
Язык народа — куланго (кплего, коланго), он относится к группе нигеро-кордофанской семьи. Основные диалекты — логон, тегесье (тунбе) и, соответственно, куланго. 

Население занимается фольклором, самое популярное — это песни, сказки и пословицы.
Исповедуют традиционные верования. Верят в магию, ведовство, обереги, в культы духов предков и силу природы, а также фетишизм. 

Часть населения мусульмане-сунниты и христиане-католики.
Куланго является одним из народов Ганы, однако, не славится своим мастерством. Традиционные искусства у этого народа есть, но их заметно меньше и они менее популярны, чем, к примеру, искусства аканов (Frederick 1978: 78).

## Традиции
В основном население занимается подсечно-огневым земледелием, выращивает сорго, просо, ямс, рис, кукурузу и бобовые, а также разводит крупный и мелкий рогатый скот. Женщины традиционно занимаются посевом и уборкой урожая, а мужчины расчищают для этого территорию. Нередко встречаются мастера по изготовлению деревянных скульптур, масок, керамики, а также по плетению корзин и сумок.
К производству куланго, сенуфо и аброн относятся изящные бронзовые фигурки. Предполагается наличие связей этих изделий с работами вольтийцев и догонцев (Ezra 1984: 77). 

Помимо этого, куланго были известны изготовлением резных шкивов для ручных ткацких станков (Lamp 1976: 63).
Также есть предположение, что маски аовин, которые функционировали как средство противодействия колдовству, были внедрены из округа Бондуку, вероятнее всего, народом куланго (Bravmann 1979: 47).
Поселения народа разбросанные. Дома круглой формы, с землебитными стенами или со стенами из сырцового кирпича, с высокой кровлей в форме конуса, в основе которой черешки листьев пальмы, покрытые тростником. Вблизи жилья находятся загоны для скота, хозяйственные постройки, хранилища для урожая.

Питание растительное, такое, как похлёбки, каши, бобы, овощи. Зачастую используют острые приправы и добавляют в пищу пальмовое масло. Нередко употребление молочных и мясных продуктов.
Социальная организация — деревенские общины, которые возглавляются старейшиной и состоят из больших семей, родовая организация и тайные союзы, при вступление в которые используется обряд инициации. Счёт родства — матрилинейный. Послебрачное поселение — вирилокальное.
Традиционная одежда у населения вытеснена европейским костюмом. 

В регионе Танда правитель, его семья и знать одета в соответствии с традициями аканов. Король носит прекрасную набедренную повязку ки́та (по меньшей мере 7 метров в длину), сделанную из небольших желто-золотых, зелёных, красных или разноцветных хлопковых квадратов (Micheli 2008: 141).